# The Louisiana Man
| Recensione              | Giudizio |
| ----------------------- | -------- |
| AllMusic                | [ 2 ]    |
| Dizionario del Pop-Rock | [ 3 ]    |

The Louisiana Man è un album discografico di Doug Kershaw, pubblicato dalla casa discografica Warner Bros. Records nel 1978.

## Tracce

### LP
Lato A
1. Jambalaya (On the Bayou) – 2:14 (Hank Williams)
2. Louisiana Man – 2:43 (Doug Kershaw)
3. Marie – 2:58 (Randy Newman)
4. Pourquoi m'aimes-tu pas? – 3:34 (Jesse Winchester)
5. Subterranean Homesick Blues – 3:43 (Bob Dylan)

Lato B
1. I Just Want to Feel the Magic – 2:24 (Rory Bourke, Mel McDaniel)
2. Hardly Anymore – 3:50 (Doug Kershaw)
3. The French Waltz – 3:13 (Adam Mitchell)
4. If You Don't, Somebody Else Will – 2:12 (Johnny Mathis, Jimmy Fautheree)
5. The Sooner I Go – 2:19 (Doug Kershaw)
6. Louisiana Sun – 3:45 (Doug Kershaw)

## Musicisti
- Doug Kershaw - voce
- Michael Baird - ruolo non accreditato
- Paul Barrére - ruolo non accreditato
- Samuel Boghossian - ruolo non accreditato
- Michael Bowden - ruolo non accreditato
- Richard Bowden - ruolo non accreditato
- David Buchanan - ruolo non accreditato
- Gary Coleman - ruolo non accreditato
- Stephen Cropper - ruolo non accreditato
- Robert Dubow - ruolo non accreditato
- Donald Dunn - ruolo non accreditato
- Johnny Lynn Fare - ruolo non accreditato
- Payel Farkas - ruolo non accreditato
- Bob Glaub - ruolo non accreditato
- Michelle Grab - ruolo non accreditato
- Glen D. Hardin - ruolo non accreditato
- John Hug - ruolo non accreditato
- Rusty Kershaw - ruolo non accreditato
- Al Kooper - ruolo non accreditato
- Renita Koven - ruolo non accreditato
- Douglas Livingstone - ruolo non accreditato
- Bill Payne - ruolo non accreditato
- Herb Pedersen  - ruolo non accreditato
- Fred Tackett - ruolo non accreditato
- Ron Tutt - ruolo non accreditato
- John Wittenberg - ruolo non accreditato
- Kathleen Dittmer - accompagnamento vocale, cori
- Delbert Langston - accompagnamento vocale, cori
- Cheryl Lynn - accompagnamento vocale, cori
- Carter Robertson - accompagnamento vocale, cori
- Clifford Robertson - accompagnamento vocale, cori
- Bobbi VanDere - accompagnamento vocale, cori

Note aggiuntive
- Bob Johnston - produttore
- Terry Smith - coordinatore della produzione
- Michelle Zarin - assistente coordinatore della produzione
- Frank DeCaro - coordinatore musicale
- Registrazioni (e mixaggio) effettuate al: Group Four, Studio 55, Record Plant (Los Angeles); Record Plant (Sausalito); Columbia Studios (Nashville)
- John Stronach - ingegnere delle registrazioni e remixaggio
- Jim Ed Norman - arrangiamenti (brani: Marie e Jambalaya (On the Bayou))
- John Hug - arrangiamenti (brani: The Sooner I Go, If You Don't, Somebody Else Will e Louisiana Man)
- Bill Payne - arrangiamenti (brani: Subterranean Homesick Blues, The French Waltz, Louisiana Sun, I Just Want to Feel the Magic e Pourquoi m'aimes-tu pas?)
- Michael Barnett - personal management
- John Cabalka - art direction copertina album
- Norman Seef - fotografie e design copertina album[4]